# Véronique Delcenserie
 (avril 2022).
 (avril 2022).
Véronique Delcenserie, professeure à la Faculté de Médecine vétérinaire de l’Université de Liège depuis décembre 2011, enseigne des matières liées à la gestion de la qualité de la chaîne alimentaire et est chercheuse au sein du centre de recherche FARAH. Elle est diplômée en Médecine vétérinaire à l'ULiège et possède un doctorat en Sciences vétérinaires.
Elle est auteure de plus de 60 publications et détient quatre brevets internationaux. Elle est également membre de la Belgian Society for Food Microbiology. Entre 2006 et 2009, elle mène deux stages post-doctoraux : un à l'Institut des nutraceutiques et des aliments fonctionnels (INAF) à l'Université Laval, et le deuxième au Institut canadien de recherche sur la salubrité des aliments (CRIFS), à l'Université de Guelph. 

## Projets actuels
Ses thématiques se concentrent sur la microbiologie et les écosystèmes microbiens du tube digestif. Les projets de recherche en cours dans son laboratoire se concentrent, par exemple, sur l’effet potentiel des additifs alimentaires sur la composition bactérienne de notre tube digestif et le développement d’une maladie inflammatoire. D’autres projets visent à identifier des ingrédients alimentaires capables d’induire la production de métabolites améliorant la santé intestinale ou la santé mentale. Enfin, un autre projet vise à trouver des alternatives aux antibiotiques, notamment dans le cadre de maladies intestinales.